# Norops auratus
Norops auratus är en ödleart som beskrevs av  Daudin 1802. Norops auratus ingår i släktet Norops och familjen Polychrotidae. Inga underarter finns listade i Catalogue of Life.